# Dasyatis akajei
Dasyatis akajei és una espècie de peix de la família dels dasiàtids i de l'ordre dels myliobatiformes.

## Morfologia
- Els mascles poden assolir 200 cm de longitud total i 10,7 kg de pes.[2][3][4]

## Reproducció
És ovovivípar.

## Alimentació
Menja peixos i crustacis petits.

## Hàbitat
És un peix de clima tropical (39°N-18°S) i demersal.

## Distribució geogràfica
Es troba a l'oceà Pacífic occidental: des del sud del Japó fins a Tailàndia. També és present a Fiji i Tuvalu.

## Observacions
És verinós per als humans.